# سارا استوری
سارا استوری (انگلیسی: Sarah Storey؛ زادهٔ ۲۶ اکتبر ۱۹۷۷) دوچرخه‌سوار اهل بریتانیا است.
وی همچنین برندهٔ جوایزی همچون بانوی فرمانده نشان امپراتوری بریتانیا شده‌است.
وی در مسابقات کشوری و بین‌المللی در مجموع برندهٔ ۴۸ مدال طلا، ۱۹ مدال نقره، ۱۰ مدال برنز شده‌است.